# Малі Ічалки
Малі Іча́лки (рос. Малые Ичалки, ерз. Вишка Ицяло) — присілок у складі Ічалківського району Мордовії, Росія. Входить до складу Кемлянського сільського поселення.

## Населення
Населення — 9 осіб (2010; 14 у 2002).
Національний склад (станом на 2002 рік):
- росіяни — 43 %
- ерзяни — 29 %
- мордва — 28 %

## Відомі уродженці
- Шумілкін Володимир Андрійович (1959) — український політик, міський голова Харкова (2002—2006).